# ロシア交響楽演奏会

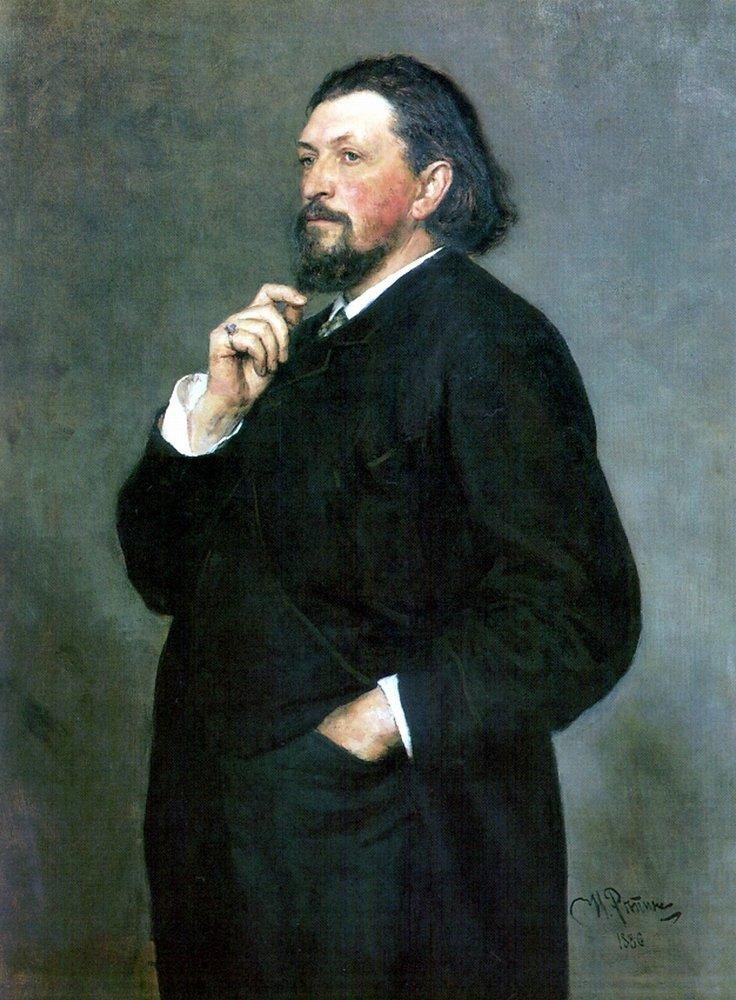
ロシア交響楽演奏会の創始者、ミトロファン・ベリャーエフの肖像。イリヤ・レーピン画。

ロシア交響楽演奏会は、有力な材木商で音楽篤志家であったミトロファン・ベリャーエフがサンクトペテルブルクで主催していた、ロシアのクラシック音楽のための演奏会シリーズである。若いロシアの作曲家に自作の管弦楽曲を公開演奏できる機会を提供するための企画であった。そこではそうした作曲家の作品が多数演奏されたのに加え、ニコライ・リムスキー＝コルサコフやミリイ・バラキレフといった上の世代の作曲家による作品も演奏された。

## 歴史
ロシア交響楽演奏会の発案者はリムスキー＝コルサコフであった。彼はベリャーエフの自宅で開催されていた集まりである「四重奏の金曜日」の場でベリャーエフと面識を得る。ベリャーエフはリムスキー＝コルサコフに作曲を師事していた10代のアレクサンドル・グラズノフの音楽家としての将来に既に強い関心を抱いていた。1884年、ベリャーエフはホールを貸し切ると同時にオーケストラを雇い、グラズノフの交響曲第1番と完成間もない管弦楽のための組曲を演奏した。グラズノフはこの演奏会の一部で指揮台にも上がっている。しかし彼がまだこの役目を果たせないことを知り、リムスキー＝コルサコフが自ら代役を買って出ている。リムスキー＝コルサコフが呼ぶところのこの「リハーサル」は成功を収め、ベリャーエフと招待客を満足させることができた。リハーサルの成功に背中を押され、ベリャーエフはグラズノフなどの作曲家たちの作品による公開演奏会を翌シーズンに開催することを決定する。リムスキー＝コルサコフのピアノ協奏曲 嬰ハ短調が、グラズノフの交響詩『ステンカ・ラージン』と共に演奏された。
前年のリハーサルとこの演奏会に想を得て、リムスキー＝コルサコフはロシアの作曲家に焦点を絞った演奏会を年に数回行うことを思いついた。管弦楽曲の数は増え続けており、ロシア音楽協会やその他団体がそれらを演目に乗せるには常に困難が生じていたのである。リムスキー＝コルサコフがこのアイデアを伝えるとベリャーエフはこれを気に入り、1886年-1887年のシーズンからロシア交響楽演奏会を発足させたのであった。リムスキー＝コルサコフはこれらの演奏会で指揮をする仕事の分担にも応じた。
1889年、ベリャーエフはパリ万国博覧会でこうした演奏会を2回指揮するようリムスキー＝コルサコフと約束を交わした。リムスキー＝コルサコフの回想によれば、7月22日と29日にトロカデロ宮殿でコンセール・コロンヌを擁して行われた演奏は上出来だったものの、ベリャーエフがコンサートの宣伝を渋ったために客の入りはよくなかったという。にもかかわらず、グリンカ、グラズノフ、チャイコフスキー、リャードフ、そしてロシア5人組の作品で構成されたプログラムはモーリス・ラヴェルとリカルド・ビニェスに深い感銘を与え、リムスキー＝コルサコフのアンタール交響曲のピアノ・デュオ編曲版を入手すると言わしめたほどであった。こうして始まったものがラヴェル自身の作品に対して重要な影響を与えていくことになる。
グラズノフは1896年のシリーズの指揮者に任じられた。翌年、彼はラフマニノフの交響曲第1番の悲惨な初演を招いてしまう。グラズノフの指揮者としての力量が取り立てて優れておらず、リハーサルの時間の使い方も下手であったのだが、彼のアルコール依存が崩壊に寄与したとも考えられる。

## 初演された作品
今日、「ロシア音楽」として最も知られた作品の中にもロシア交響楽演奏会がお披露目の場となった楽曲がある。リムスキー＝コルサコフはムソルグスキーの『禿山の一夜』の改訂を終えると、初回の演奏会で指揮している。また、彼の『シェヘラザード』、『スペイン奇想曲』そして『ロシアの復活祭』はこの演奏会シリーズのために特別に書かれた楽曲である。過去の作品の改訂版も取り上げられた。ある回の演奏会ではチャイコフスキーの交響曲第1番の最終稿の初演が行われた。また、他の回ではリムスキー＝コルサコフの交響曲第3番の改訂版がお披露目された。ラフマニノフの幻想曲『岩 (ラフマニノフ)』も1896年のロシア交響楽演奏会でグラズノフの指揮により初めての演奏を迎えた。この1年後に、やはりグラズノフの指揮による交響曲第1番の初演が行われることになる。